# Surahammars landskommun
Surahammars landskommun var en tidigare kommun i Västmanlands län.

## Administrativ historik
Kommunen bildades 1963 genom en sammanslagning av Sura landskommun och Ramnäs landskommun i Snevringe härad i Västmanland. 
1967 utbröts delen som före 1952 utgjort Västervåla landskommun och uppgick i Fagersta stad, som 1971 ombildades till Fagersta kommun. Övriga delar ombildades 1971 till Surahammars kommun.

### Kyrklig tillhörighet
I kyrkligt hänseende tillhörde kommunen församlingarna Ramnäs, Sura och Västervåla (till 1967).

## Kommunvapnet
Blasonering: Sköld genom en fjällskura delad av guld, vari två uppskjutande från varandra vända yxor med svarta huvuden och röda skaft, och av svart.
Sköldens svarta fält syftar på en inom kommunen belägen fornborg. Fornborgen ligger strax sydväst om Surahammar vid Borgåsen längs med väg 252. Yxorna är tagna från Snevringe häradssigill.
Vapnet fastställdes för Sura landskommun av Kungl Maj:t 1951 och övertogs av denna landskommun. 

Sura landskommun (1951–1962)

## Politik

### Mandatfördelning i Surahammars landskommun 1962-1966
| 3 | 29 | 2 | 3 | 3 |

| 35 |

| 5 | 25 | 4 | 3 | 3 |

| 34 | 6 |